# ХК Салават Юлаев
„Салават Юлаев“ (на руски: Салават Юлаев) е клуб по хокей на лед от Уфа, Русия.
Наименуван е на Салават Юлаев – национален герой на Башкирия.
Състезава се в Континенталната хокейна лига през сезон 2013/2014. Треньор на клуба е Владимир Юрзинов младши.
Играе домакинските си мачове на „Уфа-Арена“, с капацитет от 7950 места.

## История
При основаването на клуба през 1961 г. отборът му започва да се състезава в „Б“-класата на СССР. От 1964 до 1992 г. отборът играе в „А“-класата на съветеския хокей, от 1992 до 1996 г. – в МХЛ, от 1996 до 1999 г. в РХЛ и от 1999 г. в ПХЛ, а от 2008 г. – в Континенталната хокейна лига.
Крайните класирания на „Салават Юлаев“ в Континенталната хокейна лига по сезони:
- 2008 – 09 – 9-и
- 2009 – 10 – 3-ти
- 2010 – 11 – 1-ви
- 2011 – 12 – 9-и
- 2012 – 13 – 7-и

## Успехи
- Шампион на КХЛ: 1
- Купа Континента: 1
- Купа Откриване на КХЛ: 2
- Шампион на Русия: 1
- Федерална купа на Европа: 1

## Треньори
Това е списък на всички треньори на „Салават Юлаев“ от основаването му:
- Владимир Иванович Штирков (1961 – 1963)
- Юрий Павлович Суботин (1963 – 1968)
- Владимир Петрович Каравдин (1968 – 1975)
- Валерий Александрович Никитин (1975 – 1979)
- Марат Мустафиевич Азаматов (1979 – 1983)
- Виктор Николаевич Садомов (1983 – 1987)
- Сергей Михайлович Михальов (1987 – 1990)
- Марат Мустафиевич Азаматов (1990 – 1991)
- Владимир Викторович Биков (1991 – 1992)
- Рафаел Газизович Ишматов (1992 – 1999)
- Владимир Викторович Биков (1999 – 2000)
- Леонид Павлович Макаров (2000)
- Сергей Алексеевич Николаев (2000 – 2004)
- Николай Михайлович Макаров (2004)
- Рафаел Газизович Ишматов (2004 – 2005)
- Сергей Михайлович Михальов (2005 – 2009)
- Вячеслав Аркадьевич Биков (2009 – 2011)
- Сергей Михайлович Михалев (2011)
- Венер Расихович Сафин (от 2011)